# Пророци у исламу
Пророци (такође и посланици или пејгембери, арапски: نبي ) су према исламу, одабрани појединци, који су људима доносили Божије савјете и упутства о исправном животу. Сви посланици су уједно били и вјеровјесници. Разлика између посланика и вјеровјесника је у томе што је посланицима дошла објава и примили су наређење од Бога да је пренесу људима, за разлику од вјеровјесника којима је само дата објава без обавезе преношења. Према исламском схватању, први посланик је био уједно и први човјек на Земљи и звао се Адем (Адам).
Сунитски ислам строго забрањује приказивање лица Божјих посланика. Шиити немају ту забрану.

## Посланици кроз историју
Куран признаје многе старозавјетне пророке. Сљедећи посланици се поштују у исламу: 
| №  | Име      | Арапски оригинал | Јудео-хришћански еквивалент | Земља пророковања |
| -- | -------- | ---------------- | --------------------------- | ----------------- |
| 1  | Адем     | آدَم              | Адам                        |                   |
| 2  | Идрис    | إِدْرِيس            | Енох                        |                   |
| 3  | Нух      | نُوح              | Ноје                        |                   |
| 4  | Худ      | هود              | Ебер                        |                   |
| 5  | Салих    | صَالِح             | Салах у библији             |                   |
| 6  | Ибрахим  | إِبْرَاهِيم          | Аврам                       |                   |
| 7  | Лут      | لُوط              | Лот                         |                   |
| 8  | Исмаил   | إِسْمَاعِيل          | Исмаило                     |                   |
| 9  | Исхак    | إِسْحَاق            | Исак                        |                   |
| 10 | Јакуб    | يَعقُوب            | Јаков                       |                   |
| 11 | Јусуф    | يُوسُف             | Јосиф                       |                   |
| 12 | Ејуб     | أَيُّوب             | Јов                         |                   |
| 13 | Шуајб    | شُعَيب             | Јофор                       |                   |
| 14 | Муса     | مُوسى             | Мојсије                     |                   |
| 15 | Харун    | هَارُون            | Арон                        |                   |
| 16 | Зулкифл  | ذُو ٱلْكِفْل         | Језекиљ                     |                   |
| 17 | Давуд    | دَاوُد \ دَاوُود     | Давид                       |                   |
| 18 | Сулејман | سُلَيْمَان           | Соломон                     |                   |
| 19 | Илјас    | إِلْيَاس            | Илија (пророк)              |                   |
| 20 | Ел Јаса  | ٱلْيَسَع            | Јелисеј                     |                   |
| 21 | Јунус    | يُونُس             | Јона (пророк)               |                   |
| 22 | Зекерија | زَكَرِيَّا            | Захарије (пророк)           |                   |
| 23 | Јахја    | يَحْيَى             | Јован Крститељ              |                   |
| 24 | Иса      | عِيسَى             | Исус                        |                   |
| 25 | Мухамед  | مُحَمَّد             |                             |                   |

Други исламски пророци:
- Шит или Шист
- Хидир
- Јуша ибн Нун, библ. Исус Навин
- Шемун
- Ханзала
- Ишмаил, библ. Самуило
- Локман
- Узејр
- Зулкарнејн

| „         | Међу свим људима овог и будућег свијета ја сам најближи Исусу, сину Маријином. Пророци су браћа по вјери, мајке су им различите, а њихова вјера је истовјетна; а између мене и Исуса нема пророка. | ” |
| — Мухамед | |   |